# 陈常凤
陈常凤（1935年—），广东汕头人，中国女子篮球运动员、教练，有“小老虎”之美称。1938年举家前往印度尼西亚苏门答腊岛巨港埠谋生，1951年归国，进入广东华侨中学读书。1955年调入了八一女篮。1999年被评为新中国篮球50杰。